# Diego Cortés

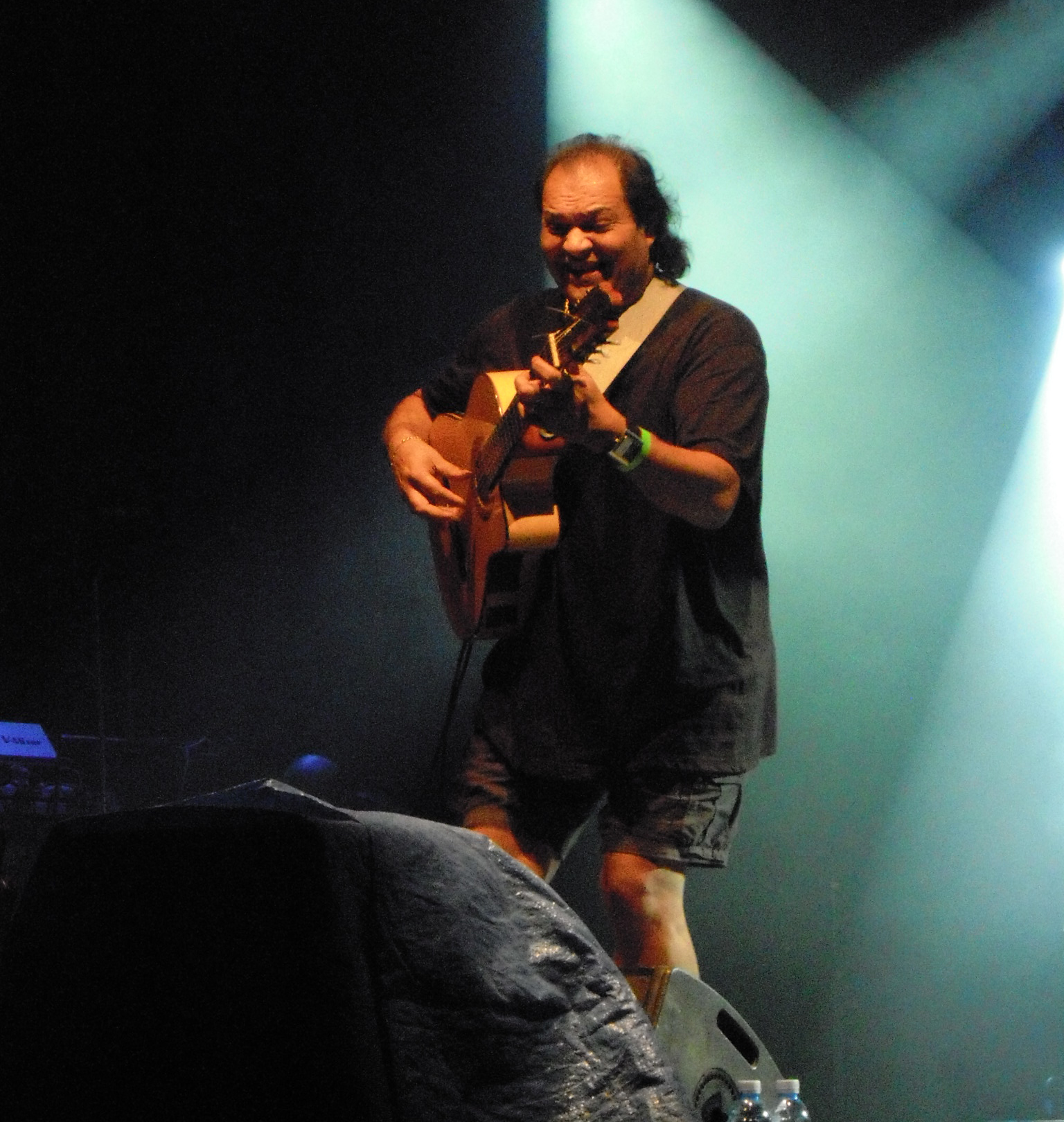
Diego Cortés, 2011.

Diego Cortés (geboren in 1956 in Barcelona) is een Spaanse flamencogitarist.  De in 1981 nog jonge Diego Cortés werd beroemd door een Spaanse tv-uitzending van Musical Express waarin hij met Mike Oldfield het nummer Pastosi speelde. Diego heeft ook met Carlos Santana en Larry Corryel (La elegancia del sol) samengespeeld. Hij heeft succesvolle groepen als Jaleo (1989) en Chispa Negra (2001) voortgebracht. Tot op vandaag treedt hij regelmatig op in de buurt van de Costa Brava en in Frankrijk. Ook heeft hij vele tournees over de gehele wereld op zijn naam staan.

## Dvd
In 2007 heeft Cortés een combinatie cd-dvd uitgebracht onder het label Flamenco Production onder de titel Chispa Negra - Flamenco explosivo "in Live".